# 罗尔森
罗尔森是德国下萨克森州的一个市镇。总面积5.09平方公里，总人口1053人，其中男性523人，女性530人（2011年12月31日），人口密度207人/平方公里。